# Stazione di Pioppe di Salvaro
La stazione di Pioppe di Salvaro è una stazione ferroviaria posta sulla linea Bologna-Pistoia. Serve la località di Pioppe di Salvaro, sita nel territorio comunale di Grizzana Morandi, nella città metropolitana di Bologna.
Il servizio viaggiatori è effettuato da Trenitalia Tper.

## Storia
Il 28 ottobre 1927 venne attivato l'esercizio a trazione elettrica a corrente alternata trifase; la linea venne convertita alla corrente continua il 13 maggio 1935.

## Strutture e impianti
La gestione degli impianti è affidata a Rete Ferroviaria Italiana società del gruppo Ferrovie dello Stato. La stazione dispone di un fabbricato viaggiatori, che ospita la sala d'attesa con biglietteria automatica.
È dotata di due binari passanti utilizzati per il servizio viaggiatori, ciascuno dotato di una propria banchina ed esse sono collegate attraverso un sottopassaggio. Sul binario 2 solitamente passano i treni diretti a Bologna Centrale, mentre sull'1 quelli diretti a Porretta Terme.
In passato il tracciato della linea era in parte diverso: i treni potevano proseguire in direzione di Pistoia solo attraverso un regresso.

## Movimento
Il servizio passeggeri è costituito dai treni della linea S1 (Porretta Terme-Bologna Centrale-Pianoro) del servizio ferroviario metropolitano di Bologna, cadenzati a frequenza oraria, con rinforzi alla mezz'ora nelle ore di punta.
I treni sono effettuati da Trenitalia Tper nell'ambito del contratto di servizio stipulato con la regione Emilia-Romagna.
Al 2007, l'impianto risultava frequentato da un traffico giornaliero medio di circa 240 persone.
A novembre 2019, la stazione risultava frequentata da un traffico giornaliero medio di circa 465 persone (241 saliti + 224 discesi).

## Servizi
La stazione è classificata da RFI nella categoria bronze.
La stazione dispone di:
- Biglietteria automatica
- Sala d'attesa
- Sottopassaggio pedonale